# دوآش (بلژیک)
شهر دوآش (به فرانسوی: Doische) در شهرستان فیلیپ‌ویل در استان نمور در منطقه فدرال والوون در کشور بلژیک واقع شده‌است.